# Littérature sumérienne
Pour des articles plus généraux, voir Littérature mésopotamienne et Sumer.
 (octobre 2019).
La littérature sumérienne constitue le plus ancien corpus connu de littérature enregistrée, comprenant les écrits religieux et autres récits traditionnels conservés par la civilisation sumérienne et largement préservés par les derniers empires akkadien et babylonien.
Les Sumériens ont sans doute inventé l'un des premiers systèmes d'écriture, en développant l'écriture cunéiforme sumérienne à partir de systèmes de proto-écriture antérieurs vers le 30ème siècle av. J-C. Le sumérien est resté en usages officiel et littéraire dans les empires akkadien et babylonien, même après que la langue parlée ait disparu de la population ; les textes sumériens copiés par les étudiants ont fortement influencé la littérature babylonienne postérieure.

## Documents non littéraires
Les textes les plus nombreux disponibles en langue sumérienne sont d'ordre économique et administratif. Les textes administratifs concernent notamment les différentes phases des travaux agricoles, l'élevage, l'industrie textile et métallurgique et l'attribution des denrées aux personnels administratifs. Les textes témoignent du développement de systèmes d'enregistrement complexes. Le plus récent, datant de la IIIe dynastie.
Une deuxième catégorie de textes, présente depuis la période d'Uruk IV, et donc peu après l'introduction de l'écriture, est constituée par les listes lexicales, retrouvées en nombre remarquable (en langue sumérienne) également à Ebla. Ces listes de mots regroupés par sujet concernent particulièrement des listes d'oiseaux, de poissons, d'animaux terrestres, de toponymes, de professions, de pierres et d'unités de mesure.
Ensuite viennent les textes juridiques, constitués des plus anciens recueils de lois écrites connus en langue sumérienne : le Code d'Ur-Namma (ou plutôt de Shulgi (2100-2050), et le Code de Lipit-Ishtar (1934-1924).
Enfin, des textes historiques rendent compte des actions (victoires, succès) des dirigeants.

## Poésie
La majeure partie de la littérature sumérienne est écrite en lignes justifiées à gauche et pourrait contenir une organisation basée sur les lignes telle que le couplet ou la strophe mais la définition sumérienne de la poésie est inconnue. Il n'est pas rimé, bien que « des effets comparables aient parfois été exploités ». Il n'a pas utilisé la versification syllabo-tonique, et le système d'écriture interdit la détection du rythme, du mètre, de la rime, ou de l'allitération. L'analyse quantitative d'autres caractéristiques poétiques possibles semble faire défaut ou a été délibérément masquée par les scribes qui ont enregistré l'écriture.
Les principaux genres poétiques sont des textes mythologiques et cosmogoniques (dont les conflits entre divinités, et les hymnes aux divinités), des textes épiques (dont les personnages principaux sont des êtres humains).
Parmi les autres genres littéraires de la littérature sumérienne, figure le genre des tensons, constitué de textes dans lesquels deux entités s'affrontent, expliquant les raisons de préférer l'un ou l'autre : "Hiver et Printemps", "Berger et Fermier", "Argent et Cuivre", par exemple. Ce genre, qui permet d'affiner les compétences linguistiques et argumentatives des scribes qui s'y sont essayés, afin de mieux transmettre des contenus didactiques, se perpétue dans de nombreuses littératures ultérieures.

## Grands textes
Parmi les travaux importants figurent :
- Déluge sumérien, ou Genèse d'Eridu (traduction)
- Trois cycles épiques:
  - Deux légendes d'Enmerkar :
    - Enmerkar et le seigneur d'Aratta (traduction)
    - Enmerkar et En-suhgir-ana (en) (traduction)

  - Deux histoires de Lugalbanda lors de la campagne d'Enmerkar contre Aratta :
    - Lugalbanda dans la grotte de montagne (en) (traduction)
    - Lugalbanda et l'oiseau Anzu (en) (traduction)

  - Cinq histoires dans le cycle épique de Gilgamesh :
    - Gilgamesh et Huwawa (version A, version B)
    - Gilgamesh et le Taureau céleste (traduction)
    - Gilgamesh et Agga (traduction)
    - Gilgamesh, Enkidu et les Enfers (traduction)
    - La mort de Gilgamesh (traduction)
- L' hymne au temple de Kesh (en) (traduction)
- La Lamentation sur la ruine d'Ur (en) (traduction)
- Une série de longs poèmes sur la déesse Inanna
  - Inanna et les me (en)s (traduction)
  - Inanna et Ebih ( traduction )
  - Inanna et Shukaletuda (en) ( traduction )
  - Inanna et Gudam ( traduction )
  - Inanna et An ( traduction )
  - Descente d'Inanna aux Enfers ( traduction )
  - Le rêve de Dumuzi ( traduction )